# Serghei Adamovici Kovaliov

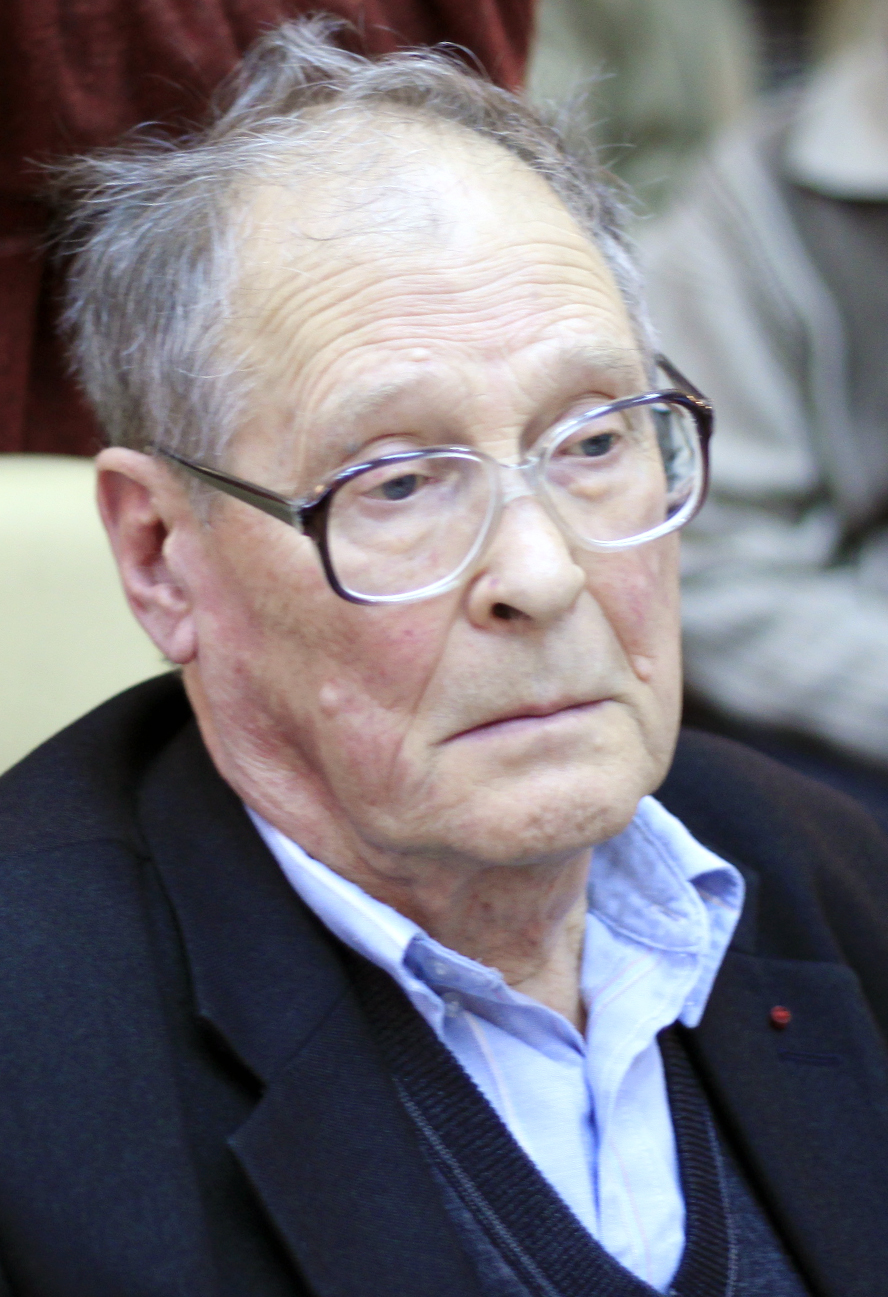
Serghei Adamovici Kovaliov

Serghei Adamovici Kovaliov (n. 2 martie 1930, Seredîna-Buda, regiunea Sumî, RSS Ucraineană, URSS – d. 9 august 2021, Moscova, Rusia) a fost un dizident din fosta URSS, luptător pentru drepturile omului în Uniunea Sovietică și Federația Rusă (împuternicit pentru drepturile Omului în Federația Rusă (1994-1995), unul dintre autorii capitolului 2 din Constituția Federației Ruse "Drepturile omului și ale cetățeanului", deputat al Poporului din Federația Rusă, președinte al Societății de iluminare istorică și de apărare a drepturilor omului "Memorial", președinte a Organizației "Institutul drepturilor omului".

## Biografie
Serghei Adamovici Kovaliov s-a născut în familia unui muncitor feroviar. În anul 1932 familia s-a mutat cu traiul în regiunea Moscova, orășelul Podlipki. În anul 1954 a absolvit facultatea de biologie a Universității din Moscova. Biofizician, specialist în domeniul rețelelor de neuroni. A locuit și a lucrat la Moscova. A publicat peste 60 de lucrări științifice. În anul 1964 a susținut teza de doctor (candidat în științe biologice) în biofizică cu o teză despre proprietățile electrice ale țesuturilor miocardale ale broaștelor. Ulterior (1964-1969) a lucrat la laboratorul interdepartamental de metode matematice în biologie de la Universitatea Lomonosov din Moscova. Kovaliov a început să se ocupe de activitatea obștească de la mijlocul anilor 1950, ca opozant al teoriei și metodelor de implementare în viață a teoriilor lui Lîsenko cu privire la genetică.
În anul 1966 a organizat la Universitatea din Moscova adunarea de semnături în apărarea deizidenților Iu. Daniel și A. Siniavskii, care fuseseră arestați "pentru propagandă antisovietică". Începând din anul 1968 este un luptător activ pentru drepturile omului din URSS. În luna mai 1969 a intrat în rândul "grupului de inițiativă din URSS pentru apărarea drepturilor omului". Din anul 1971 este unul dintre coatorii "cronicii evenimentelor curente" - buletinului tipărit la mașina de scris a apărătorilor drepturilor omului din URSS.
La 28 decembrie 1974 a fost arestat pentru "agitație și propagandă antisovietică". În decembrie 1975 a fost condamnat la 7 ani de închisoare și 3 ani de deportare. Și-a ispășit pedeapsa la colonia cu regim dur "Perm-36" și la închisoarea din orașul Cistopol. A fost deportat în regiunea Magadan. După eliberarea din detenție a locuit la Kalinin (actualmente Tver). A revenit la Moscova în anul 1987. Până în anul 1990 a lucrat la Institutl de probleme de transmitere a informației de la Academia de Științe a URSS. Actualmente locuiește la Moscova.
Serghei Kovaliov este unul din eroii filmului documentar «Они выбирали свободу» („Ei au ales libertatea”), produs de RTVi în 2005.

## Activitatea politică ulterioară
În anul 1989 la propunerea lui A.D. Saharov și-a înaintat candidatura la alegerile de deputați ai Poporului din URSS din martie 1990 în una din circumscripțiile orașului Moscova și a învins din prima rundă. În anii 1990-1993 a fost deputat al Poporului din Federația Rusă, membru al Prezidiului Sovietului Suprem, președinte al Comitetului parlamentar pentru drepturile omului. Kovaliov a fost unul dintre autorii declarației drepturilor omului și cetățeanului din Federația Rusă, adoptată în ianuarie 1991. Comitetul parlamentar, condus de el a adoptat legile "Despre reabilitarea jerfelor represiunilor politice" (1991), precum și "Despre situația extraordinară" (1991). Kovaliov a contribuit la eliberarea și plasarea în condiții de securitate a autorității criminale Veaceslav Ivankov, poreclit "Iaponcik".
- În anii 1993-2003 a fost deputat în Duma de Stat a Rusiei (ales în anii 1993 pe circumscriția Varșavskii, 1995-Certanovskii, iar în anul 1999 pe listele blocului federal "Uniunea forțelor de dreapta")
- În anul 1994 candidatura lui a fost înaintată la postul de președinte a al Dumei de Stat.
- În anii 1993-1996 a fost președinte al Comisiei Parlamentare pentru drepturile Omului pe lângă președintele Federației Ruse. În anul 1996 într-o scrisoare deschisă pe numele președintelui Boris Elțin, Kovaliov și-a anunțat retragerea din funcția de președinte al acestei Comisii, învinuindu-l pe acesta că a trecut la metode de aplicare a forței pentru soluționarea problemelor în locul reformelor democratice.[7]
- În anii 1994-1995 este primul împuternicit pentru drepturile omului în Federația rusă.
- A fost unul dintre promotorii mișcării „Alegerea Rusiei” (Vîbor Rossii) și a "Partidului Alegerea democratică a Rusiei". Până în anul 2001 a fost membru al Comitetului de conducere al acestui partid. După autolichidarea acestui partid a refuzat să intre în partidul Uniunea  Forțelor de dreapta, dar a fost membru al fracțiunii acestui partid în Duma de Stat a Rusiei.
- În anii 1996-2003 a fost membru al Asdunării Parlamentare a Consiliului Europei. În anul 2000 fracțiunea Parlamentară a Uniunii Forțelor de dreapta l-a destituit cu o treaptă pe Kovaliov, lipsinu-l de drept de vot la Adunarea Parlamentară a Consiliului Europei, fiind înlocuit cu Oleg Naumov. În opinia lui Dmitrii Rogozin, președinte al Comitetului Parlamentar pentru afaceri străine, Kovaliov a "ocupat poziții anturusești". În același timp, Naumov a iterat, că Kovaliov „va lucra împreună cu partea principală a delegației”.[8]
- La alegerile parlamentare din 2000 Kovaliov l-a susținut pe Iavlinskii, afirmând că alegerea lui Putin va contribui la transformarea Rusiei într-un stat polițienesc, unde la putere, intr-o măsură mai mare sau mai mică, vor fi serviciile speciale ale Rusiei.[2]
- În anul  2006, după actul terorist de la Dubrovka s-a pronunțat pentru păstrarea vieților teroriștilor
- În anul 2008 a condamnat poziția guvernului rus în problema conflictului gruzino-osetin.
- În martie 2010 a semnat petiția "Putin trebuie să plece".

## Kovaliov și războiul din Cecenia
- La sfârșitul anului 1994 Kovaliov împreună cu alți deputați ai Dumei de stat a Rusiei a participat ca negociant cu forțele de gherilă cecene și deputații ceceni la Groznîi, în sediul parlamentului cecen. Ulterior a fost declarat de mai multe mișcări politice și resurse mass-media din Rusia drept trădător al Rusiei.
- În anul 1995 a fost decorat de către președintele Republicii Icikeria Johar Dudaev cu ordinul acestei republici "Cavaler de onoare". Kovaliov a refuzat să primească acest ordin până la terminarea războiului. L-a prmit în anul 1997.
- În luna iunie a anului 1995 Kovaliov a participat la eliberarea ostaticilor de la Budionovsk, la însărcinarea premierului Egor Gaidar dând asigurări că viața atentatorilor, inclusiv a lui Basaev, trebuie păstrată.
- La 11 decembrie 2006 a fost decorat cu ordenul Legiunii de onoare, de către Guvernul francez pentru rolul acestuia la eliberarea a circa 1500 de ostatici.

## Alte decorații
- 1992 Medalia Memoriei, Lituania[9]
- 1996 Premiul Ligii internaționale a Drepturilor omului
- 1995 Premiu ceh " Omul se află în pericol"
- 1995 Premiul Nurneberg pentru drepturile omului
- 1996 Premiul pentru drepurile omului a Comitetului Norvegian Helsinki
- 1995 și 1996 a fost înaintat la premiul Nobel pentru Pace.
- 1996 Ordenul Cavalerul de Onoare al Republicii Cecene Icikeria (Înmânat în ianuarie 1997 la Moscova)[10]
- 1993 Doctor Honoris Causa al Academiei medico-biologice din Caunas
- 1996 Doctor Honoris Causa a Universității din Essex (Marea Britanie)în domeniul drepturilor omului
- 1999 Crucea mare de comandor a Ordenului marelui Kniaz Gediminas din Lituania[11]
- 2000 Premiul Kennedy
- 2004 Premiul Ulof Palme
- 2006 Ofițer al ordenului Legiunea de Onoare (Franța)[12][13]
- 2009 Premiul „Andrei Saharov «Pentru libertatea gândirii»”[14]
- 2009 Crucea Mare a ordinului de Merit al Republicii Polone "pentru Merite deosebite în apărarea drepturilor omului și promovarea libertăților civile", decorat de Președintele Poloniei Lech Kaczyński[15] (înmânat în 2010[16])
- 2011 Premiul Libertății (Lituania)[17]

## Articole și interviuri
- Fiu al unui idealist politic, sau cum să construim Europa și lumea Arhivat în 31 octombrie 2010, la Wayback Machine.
- Poți să răspunzi pentru ideal? (Despre responsabilitatea intelectualilor). Novaia Gazeta, 2009 Arhivat în 24 decembrie 2013, la Wayback Machine.
- Idealizm politic și politica reală. Centrul Andrei Saharov Arhivat în 1 aprilie 2010, la Wayback Machine.
- Ce a precedat biografiei de dizident? Partea I
- O cronică a vieții de dizident. Partea II
- Dizidentul la putere. Partea III
- Dintre 4 ticăloși în conflictul cecen, cel mai periculos este cel de la Cremlin
- Scrisoare deschisă lui V.V. Putin, V.E. Ciurov și S.V. Lavrov; februarie 2008 Arhivat în 4 martie 2016, la Wayback Machine.
- Interviu postului de radio Ecoul Moscovei după alegerile din Rudia

## Cărți
Sergei Kovaliov este autorul câtorva cărți în diferite limbi, pe subiecte diferite: Războiul din Cecenia, Istoria, locul și relațiile Rusiei cu Europa, problema personalitărții în anturaj rusesc, etc.
- Biblioteca Congresului SUA
- Biblioteca de Stat a Rusiei

## Legături externe
- Site-ul dumei de Stat a Rusiei
- Instititutul de sisteme sociale al Universității din Moscova Arhivat în 6 ianuarie 2006, la Wayback Machine.
- Institutul drepturilor omului Arhivat în 19 noiembrie 2005, la Wayback Machine.
- Biografie în enciclopedia electronică Lentapedia
- Filmul documentar "Eu au ales libertatea"(RTVi), 2005